# دودراشتات
شهر دودراشتات در ایالت نیدرزاکسن در کشور آلمان واقع شده است.